# Simone Verdi
Simone Verdi (ur. 12 lipca 1992 w Broni) – włoski piłkarz występujący na pozycji pomocnika we włoskim klubie Como 1907. W latach 2017–2018 reprezentant Włoch.
W swojej karierze występował m.in. w takich klubach jak: Torino FC, SSC Napoli, A.C. Milan czy Bologna FC.